# Agencja Stanów Zjednoczonych ds. Rozwoju Międzynarodowego
Agencja Stanów Zjednoczonych ds. Rozwoju Międzynarodowego (ang. United States Agency for International Development, USAID) była niezależną agencją rządu Stanów Zjednoczonych, której głównym zadaniem było administrowanie cywilną pomocą zagraniczną i pomocą rozwojową. Agencja dysponowała budżetem przekraczającym 50 miliardów dolarów, była jedną z największych oficjalnych agencji pomocowych na świecie i odpowiadała za ponad połowę całej pomocy zagranicznej udzielanej przez USA. USAID posiadała misje w ponad 100 krajach, głównie w Afryce, Azji, Ameryce Łacińskiej, na Bliskim Wschodzie i w Europie Wschodniej.
W 2025 roku rząd Stanów Zjednoczonych ogłosił gruntowne zmiany w USAID. Prezydent Donald Trump nakazał niemal całkowite zamrożenie wszelkiej pomocy zagranicznej. Elon Musk, szef Departamentu Wydajności Rządu, ogłosił zamiar zamknięcia USAID. Agencja została zamknięta 1 lipca 2025 roku.